# Donn Clendenon
Donn Alvin Clendenon (15 juillet 1935 – 17 septembre 2005) était un joueur américain de baseball. 
Il a joué dans les Ligues majeures de 1961 à 1972 et a été nommé joueur par excellence de la Série mondiale de 1969, remportée par les Mets de New York.

## Carrière
Né à Neosho, Missouri en 1935, Donn Clendenon est signé comme agent libre par les Pirates de Pittsburgh en 1957. Il joue ses premiers matchs dans les majeures au cours de la saison 1961 et dispute 80 parties à sa saison recrue en 1962. Avec sa solide moyenne au bâton de ,302, il n'est devancé que par Ken Hubbs, des Cubs de Chicago, dans la course pour le titre de recrue de l'année dans la Ligue nationale.
En octobre 1968, Clendenon est choisi par les Expos de Montréal au 11e rang du repêchage d'expansion visant à former l'équipe qui allait faire son entrée dans les majeures l'année suivante.
Peu avant le début de leur saison inaugurale, les Expos échangent cependant Clendenon et Jesus Alou aux Astros de Houston en retour de Rusty Staub. Une controverse éclate après que Clendenon refuse de se rapporter aux Astros, annonce sa retraite du baseball à l'âge de 33 ans... puis revient sur sa décision. La transaction se rend jusque devant les tribunaux. Un autre joueur sera transféré aux Astros, alors que Clendenon se rapportera aux Expos en mai. Toutefois, il ne demeure pas à Montréal longtemps puisque l'équipe canadienne le cède aux Mets de New York le 15 juin 1969 pour les services de quatre joueurs, dont le lanceur Steve Renko.
Les Mets remportent le championnat de la Ligue nationale en 1969. Puis en Série mondiale contre les Orioles de Baltimore, Clendenon frappe 3 circuits et produit 4 points en seulement 14 présences au bâton, aidant les New-yorkais à vaincre les aspirants de la Ligue américaine en 5 parties. Le joueur de premier but est voté joueur par excellence de la série finale.
Donn Clendenon a évolué pour les Mets jusqu'en 1971 et a terminé sa carrière chez les Cardinals de Saint-Louis en 1972. En douze ans et 1362 parties en carrière, il affiche une moyenne au bâton de ,274 avec 159 circuits et 689 points produits.
Il est décédé le 17 septembre 2005 à Sioux Falls, Dakota du Sud, à l'âge de 70 ans.